# LEGO Mindstorms EV3
Lego Mindstorms EV3 è la terza generazione della serie LEGO Lego Mindstorms. È Il successore del Lego Mindstorms NXT 2.0. La dicitura "EV" sta per evoluzione dalla serie NXT. È stato ufficialmente annunciato il 4 gennaio 2013 ed è possibile acquistarlo dal 1º agosto 2013.

## Panoramica

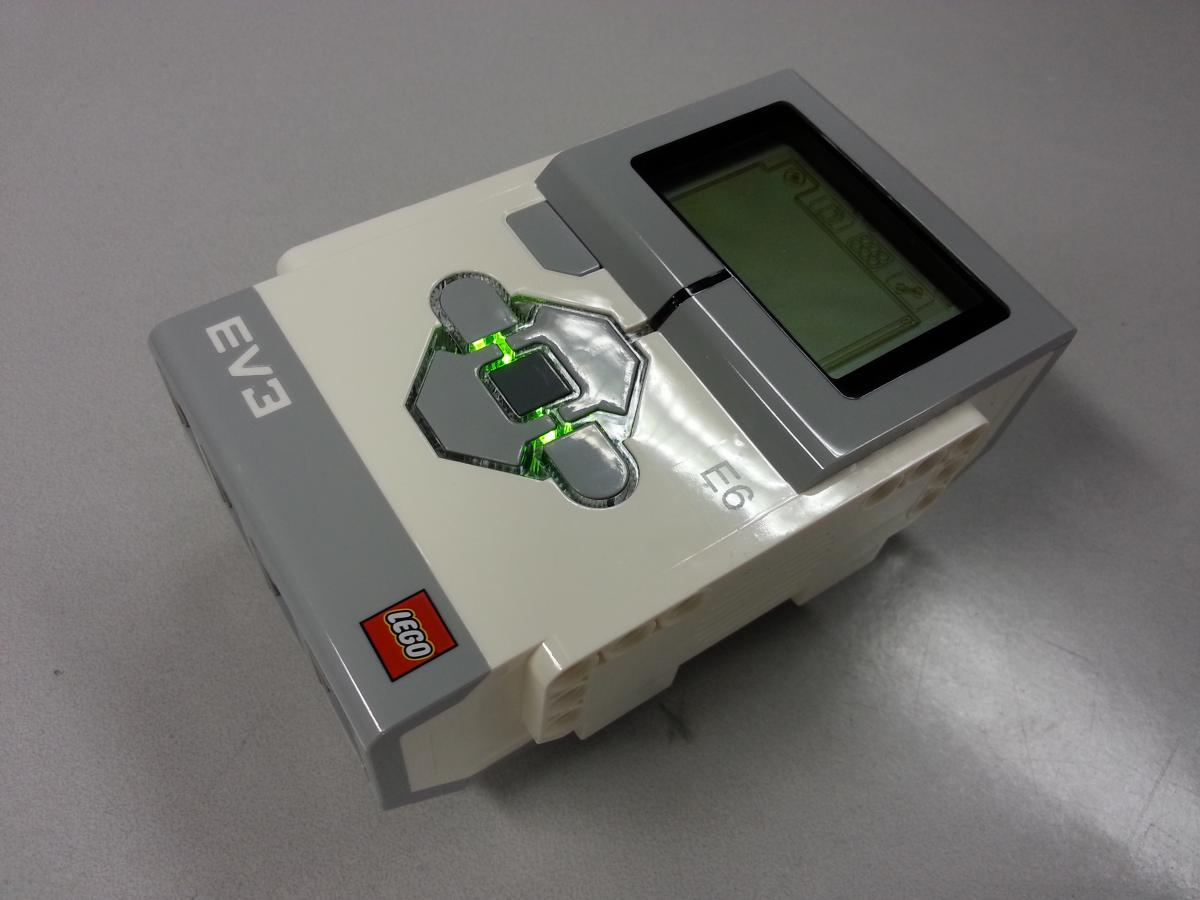
Mattoncino programmabile EV3

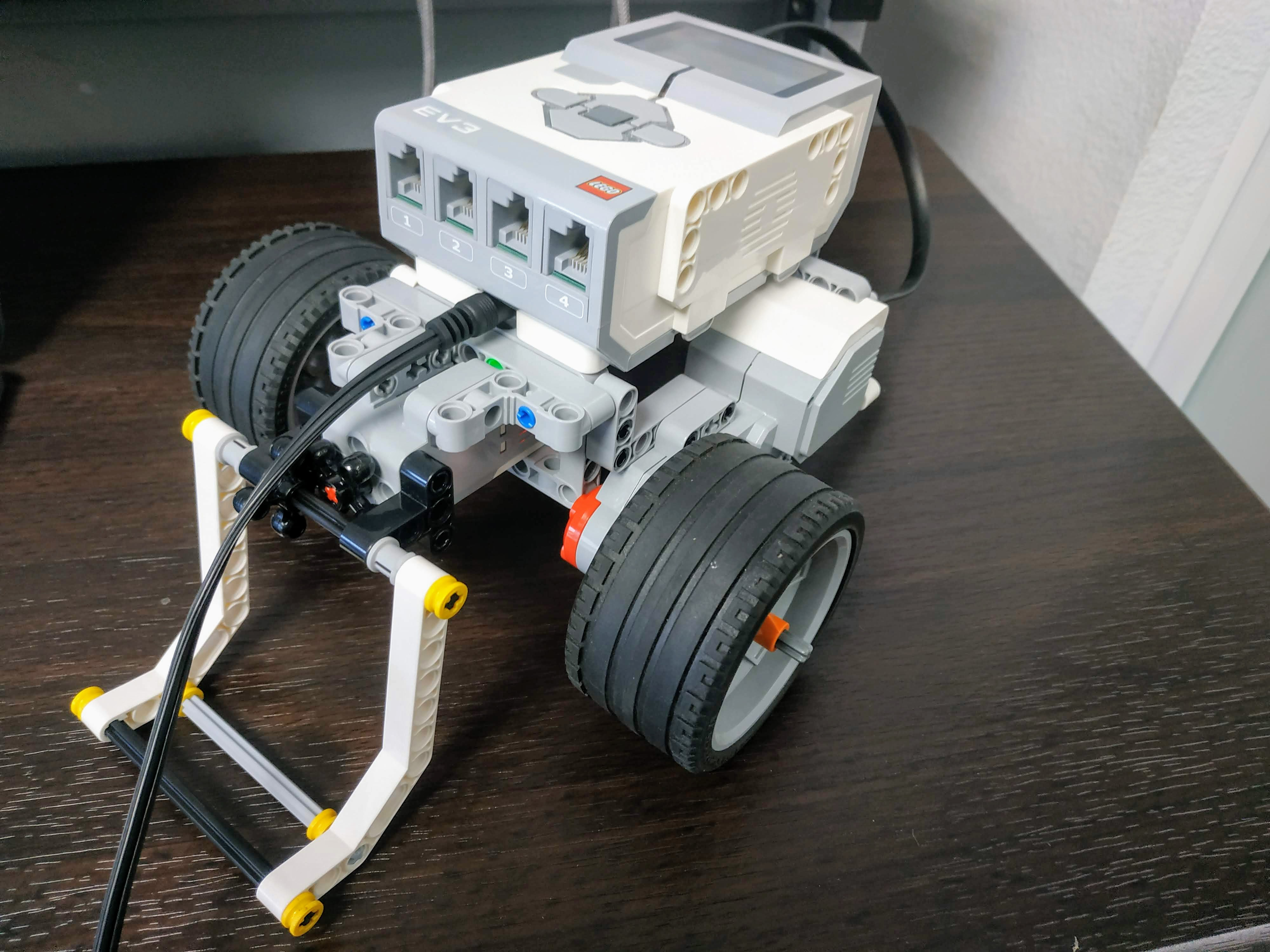
Lego Mindstorms EV3 Robot

Il più grande cambiamento dalla serie NXT è il miglioramento del mattoncino programmabile. Il processore principale non è più basato su un ARM7 ma su un ARM9 con kernel Linux. Sono stati aggiunti una porta USB e uno slot SD. Uscirà in 5 differenti versioni e sarà possibile costruire diversi modelli grazie alle nuove parti.
Il set contiene: 1 mattoncino programmabile, 2 servomotori grandi, 1 motore medio, 1 sensore tattile, 1 sensore cromatico, 1 sensore infrarossi, 1 telecomando per il controllo remoto, cavo USB e 585 pezzi LEGO Technic.
Sarà inoltre disponibile un'applicazione per Android e iOS con la quale sarà possibile comandare la propria creazione grazie ad uno smartphone via Bluetooth.
|                                    | EV3     | NXT    |
| ---------------------------------- | ------- | ------ |
| CPU                                | ARM9    | ARM7   |
| Risoluzione dello schermo (pixels) | 178x128 | 100x64 |
| Porta USB                          | Sì      | Sì     |
| Slot SD                            | Sì      | No     |
| Connessione Bluetooth              | Sì      | Sì     |